# Owingen (Haigerloch)
Owingen ist ein Stadtteil von Haigerloch im Zollernalbkreis in Baden-Württemberg (Deutschland) und liegt im Südwesten der Gemeinde.
Zu Owingen gehören die Höfe Birkenhof, Bühlerhof, Dietenbachhof, Weiherhof und „Gipsmühle“. 
Das Dorf Owingen liegt im Eyachtal an der Bundesstraße 463, dem Zubringer zur Autobahn A 81.
Die Gründung Owingens geht auf die Alamannen zurück. Den Ort benannten die Alamannen nach dem Sippenältesten Ovvo oder Owo und hängten ein -ingen an. Owingen ist also der Ort des Sippenältesten Owo, etwa um das Jahr 450 gegründet. Die erste urkundliche Erwähnung des Namens Owingen erfolgte 1094 bei einer Güterschenkung des „Suitgerus von Owingen“ an das Kloster Sankt Georgen im Schwarzwald.
Am 1. Januar 1975 wurde Owingen in die Stadt Haigerloch eingemeindet.

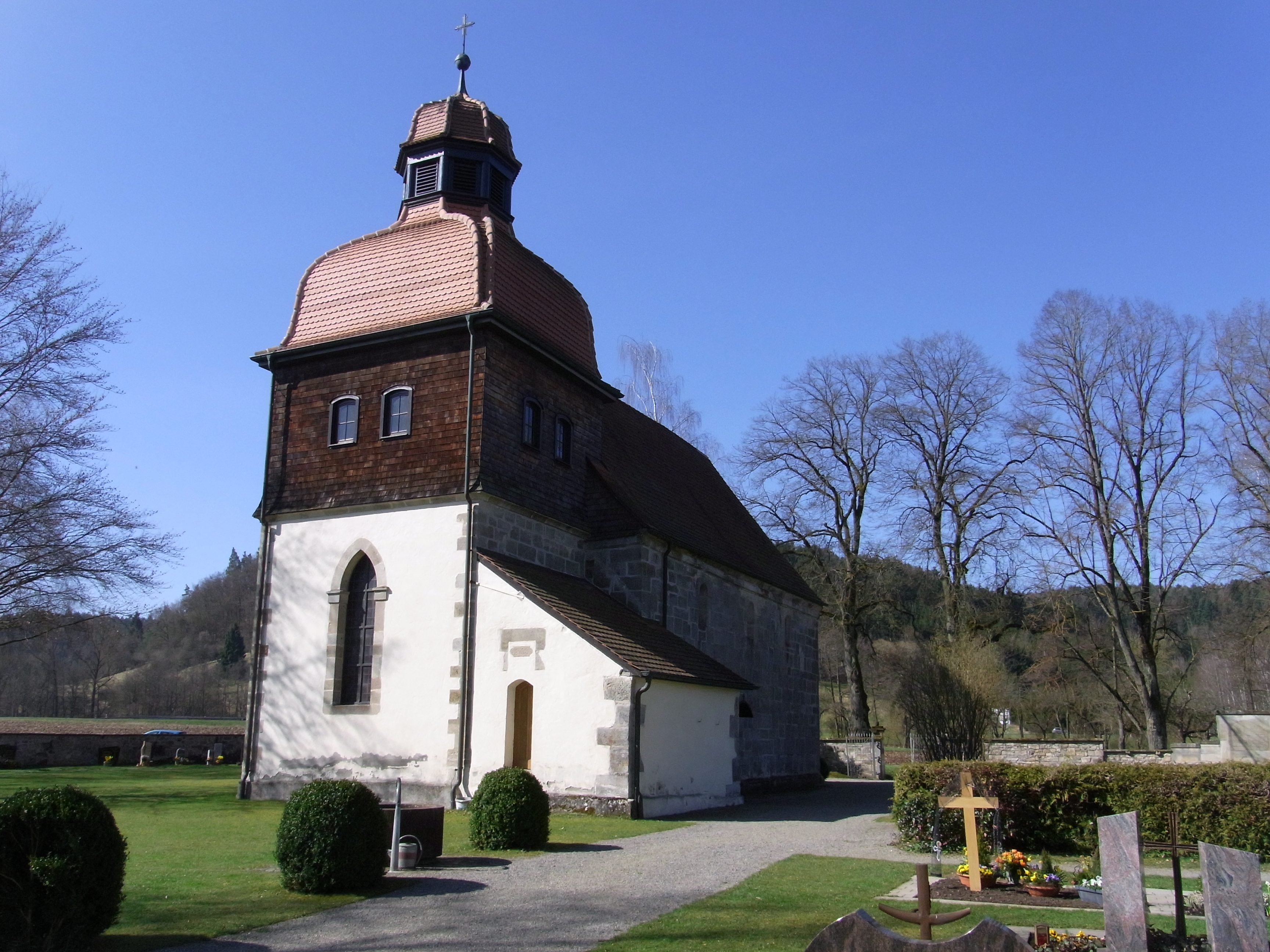
Weilerkirche bei Owingen

Südöstlich von Owingen steht die älteste romanische Kirche Hohenzollerns, die Weilerkirche. Sie war ursprünglich die Pfarrkirche der Weiler Oberowingen und Unterowingen. Von Oberowingen blieb nur die Kirche erhalten. Ein Förderverein wurde gegründet, um die Kirche zu renovieren. Die Weilerkirche wurde von der Denkmalstiftung Baden-Württemberg zum „Denkmal des Monats März 2009“ ernannt.
Owingen liegt an der Hohenzollernstraße.

## Söhne und Töchter des Ortes
- Anselm Sickinger (1807–1873), Bildhauer